# Автошлях Т 1612
Автошля́х Т 1612 —  колишній автомобільний шлях територіального значення в Одеській області. Проходив територією Окнянського, Подільського та Ананьївського районів через Федосіївку (пункт пропуску) — Подільськ — Ананьїв. Загальна довжина — 76,8 км.
Зараз має назву О161525.

## Маршрут
Автошлях проходить через такі населені пункти:
| Автошлях Т 1612             |                 |
| Одеська область             |                 |
| Окнянський район            |                 |
| Федосіївка (пункт пропуску) |                 |
| Новокрасне                  |                 |
| Федосіївка                  |                 |
| Топали                      |                 |
| Чорна                       | Т 1624          |
| Подільський район           |                 |
| Коси-Слобідка               |                 |
| Коси                        |                 |
| Вестерничани                |                 |
| Подільськ                   | Р33Т 1622Т 1637 |
| Куяльник                    |                 |
| Вишневе                     |                 |
| Ананьївський район          |                 |
| Гандрабури                  |                 |
| Ананьїв                     |                 |
| Ананьїв                     |                 |